# Otostegia fruticosa
Otostegia fruticosa là một loài thực vật có hoa trong họ Hoa môi. Loài này được (Forssk.) Schweinf. ex Penzig mô tả khoa học đầu tiên năm 1893.